# 加登城 (堪薩斯州)
加登城（英語：Garden City）是一個位於美國堪薩斯州芬尼縣的城市。同時該地也是芬尼縣的縣治。

## 地方資料
加登城的座標為37°58′31″N 100°51′51″W / 37.97528°N 100.86417°W，而該地的海拔高度為865米（即2838英尺）。根據2010年美國人口普查，該地共人口28151人，而該地的面積約為28.32平方千米。